# Peter Winnen
Peter Winnen (Ysselsteyn, Venray, 5 de setembre de 1957) va ser un ciclista neerlandès, que fou professional entre 1980 i 1991.
Winnen era un bon escalador, com demostren els seus triomfs més importants. Al Tour de França guanyà tres etapes, totes d'alta muntanya, entre elles dues etapes amb final a l'Aup d'Uès, el 1981 i el 1983. En aquesta mateixa cursa finalitzà tres vegades entre els cinc primers: 3r el 1983, 4t el 1982 i 5è el 1981.
Una vegada retirat del ciclisme professional estudià història de l'art i es convertí en periodista esportiu, a més de publicar diversos llibres, entre ells una autobiografia titulada Van Santander naar Santander, traduïda al castellà com Oficina de correos de L'Alpe d'Huez, el 2005.
El 30 de desembre de 1999 al programa Reporter de l'emissora neerlandesa KRO, va admetre, junt a Steven Rooks i Maarten Ducrot haver-se dopat durant la seva carrera. Winnen va dir que durant el Tour de França de 1986 es trobava malament i va decidir emprar testosterona en lloc d'abandonar. També va emprar amfetamines i corticoides.

## Palmarès
- 1979
  - Vencedor d'una etapa de la Volta a la Província de Lieja
- 1981
  - Vencedor d'una etapa del Tour de França i  1r de la Classificació dels joves
- 1982
  - Vencedor d'una etapa del Tour de França
- 1983
  - Vencedor d'una etapa del Tour de França
  - Vencedor d'una etapa de la Volta a Suïssa
- 1987
  - Vencedor d'una etapa de la Volta a Suïssa
- 1990
  -  Campió dels Països Baixos en ruta

### Resultats al Tour de França
- 1981. 5è de la classificació general. Vencedor d'una etapa.  1r de la Classificació dels joves
- 1982. 4t de la classificació general. Vencedor d'una etapa
- 1983. 3r de la classificació general. Vencedor d'una etapa
- 1984. 26è de la classificació general
- 1985. 15è de la classificació general
- 1986. Abandona (21a etapa)
- 1988. 9è de la classificació general
- 1990. Abandona (11a etapa)

### Resultats al Giro d'Itàlia
- 1987. 8è de la classificació general
- 1988. 8è de la classificació general
- 1989. 29è de la classificació general

### Resultats a la Volta a Espanya
- 1986. 15è de la classificació general